# Formerly the Warlocks
Formerly the Warlocks è un album dal vivo del gruppo musicale statunitense Grateful Dead, pubblicato nel 2010.

## Tracce

### Disco 1
1. Foolish Heart (Jerry Garcia, Robert Hunter) – 8:00
2. Walkin' Blues (Robert Johnson) – 7:41
3. Candyman (Garcia, Hunter) – 7:29
4. Me and My Uncle (John Philips) – 3:11
5. Big River (Johnny Cash) – 6:47
6. Stagger Lee (Garcia, Hunter) – 5:58
7. Queen Jane Approximately (Bob Dylan) – 6:53
8. Bird Song (Garcia, Hunter) – 13:24
9. Promised Land (Chuck Berry) – 4:57

### Disco 2
1. Help on the Way (Garcia, Hunter) – 4:44
2. Slipknot! (Garcia, Keith Godchaux, Mickey Hart, Bill Kreutzmann, Phil Lesh, Bob Weir) – 4:54
3. Franklin's Tower (Garcia, Kreutzmann, Hunter) – 8:26
4. Victim or the Crime (Weir, Gerrit Graham) – 8:30
5. Eyes of the World (Garcia, Hunter) – 9:08
6. Rhythm Devils (Hart, Kreutzmann) – 10:44

### Disco 3
1. Space (Garcia, Lesh, Weir) – 8:44
2. I Need a Miracle (Weir, John Perry Barlow) – 5:01
3. The Wheel (Garcia, Hunter) – 4:13
4. Gimme Some Lovin' (Steve Winwood, Spencer Davis, Muff Winwood) – 4:31
5. Morning Dew (Bonnie Dobson, Tim Rose) – 13:24
6. And We Bid You Goodnight (traditional) – 3:55

### Disco 4
1. Feel Like a Stranger (Weir, Barlow) – 8:16
2. Built to Last (Garcia, Hunter) – 5:03
3. Little Red Rooster (Willie Dixon) – 9:09
4. Ramble On Rose (Garcia, Hunter) – 7:53
5. We Can Run (Brent Mydland, Barlow) – 6:31
6. Jack-a-Roe (traditional) – 4:37
7. Stuck Inside of Mobile with the Memphis Blues Again (Dylan) – 10:10
8. Row Jimmy (Garcia, Hunter) – 11:08
9. The Music Never Stopped Weir, Barlow) – 8:15

### Disco 5
1. Playing in the Band (Weir, Hart, Hunter) – 11:23
2. Uncle John's Band (Garcia, Hunter) – 11:58
3. Playing in the Band (Weir, Hart, Hunter) – 2:20
4. Dark Star (Garcia, Hart, Kreutzmann, Lesh, Ron McKernan, Weir, Hunter) – 19:22
5. Rhythm Devils (Hart, Kreutzmann) – 9:55

### Disco 6
1. Space (Garcia, Lesh, Weir) – 7:26
2. Death Don't Have No Mercy (Reverend Gary Davis) – 8:47
3. Dear Mr. Fantasy (Jim Capaldi, Chris Wood, Steve Winwood) – 5:14
4. Hey Jude (John Lennon, Paul McCartney) – 3:12
5. Throwing Stones (Weir, Barlow) – 10:17
6. Good Lovin' (Rudy Clark, Arthur Resnick) – 9:21
7. Attics of My Life (Garcia, Hunter) – 6:32

## Formazione
- Jerry Garcia – chitarra, voce
- Mickey Hart – batteria
- Bill Kreutzmann – batteria
- Phil Lesh – basso elettrico, voce
- Bob Weir – chitarra, voce